# Blue-Max-Theater
Das Blue-Max-Theater (in eigener Schreibung BlueMax Theater) in Berlin ist ein Kulturgebäude, das eigens für die Show der Blue Man Group aus dem ehemaligen IMAX-Kino umgebaut worden ist. Der Theatersaal bietet 600 Zuschauern Platz.

## Geschichte
Das Blue-Max-Theater Berlin entstand durch Umbau des von Renzo Piano entworfenen IMAX-Kinos am Potsdamer Platz, das im Jahr 1998 eingeweiht worden war.
Nachdem eine andere Anordnung der Zuschauerplätze, der Einbau neuester digitaler Technik, neuer Beleuchtung und einer neuen Bühne erledigt waren, wurde die Spielstätte am 1. Februar 2007 am Potsdamer Platz neu eröffnet. Sie steht am Marlene-Dietrich-Platz, genau gegenüber dem Stage Theater am Potsdamer Platz. In diesem Kulturgebäude hatte die Blue Man Group ihre ersten Auftritte in Berlin. Die Bühnenshow, die auch immer wieder das Publikum miteinbezieht, stellte jedoch besondere Anforderungen an die Theaterbühne. Der Bühnenraum sowie die Technik für die Lightshow des Blue-Max-Theaters wurde auf diese Anforderungen zugeschnitten.

## Architektur
Das Blue-Max-Theater bietet vier Räume, neben dem großen Theatersaal das Foyer mit zwei Ebenen und einen kleinen Loungebereich, Box Office genannt. Die Gesamtfläche beträgt 2.260 Quadratmeter, davon nimmt allein das zweigeschossige Foyer 1.200 Quadratmeter ein. Der Theatersaal ist 428 Quadratmeter groß, die Bühne misst 85 Quadratmeter. Das Foyer bietet 100 Sitzplätze, im Box Office finden 20 Personen Platz.
Aus der früheren Nutzung ist eine Kuppelleinwand erhalten.